# CDD Géminis
CDD Géminis är en sportklubb från Lima, Peru. Klubben grundades 29 oktober 1967 och har lag i fotboll (herrar) och volleyboll (damer). Fotbollslaget har främst deltagit i tävlingar på regional nivå. De nåde 2011 för första gången den nationella fasen av peruanska cupen. Volleybollaget har vunnit Liga Nacional Superior de Voleibol, den högsta serien i Peru, tre gånger (2007-08, 2009-10, 2011-12). I internationella tävlingar de som bäst nått final i Campeonato Sudamericano de Clubes de Voleibol Femenino, de sydamerikanska klubbmästerskapen.